# ブルンガン王国

ブルンガン・スルターン国
کسلطانن بولوڠن‎
Kesultanan Bulungan

ブルンガン・スルターン国（濃い青緑色）
スルターン国の属領（薄い青緑色）

ブルンガン王国、若しくはブルンガン・スルターン国（ジャウィ文字：کسلطانن بولوڠن）とは、現在のインドネシア・北カリマンタン州辺りに存在した独立国・藩王国。領土は北カリマンタン東海岸からタワウまでを領有していた。

## 初期
ジャウ・ウィルの子孫がブルンガン王国を建国し、国家の指導者であったクワニが亡くなった後はジャウ・ウィルが最高権力者に就いた。その後1731年にはイスラム教に改宗したウィラ・アミールが国家指導者として国を支配し、スルターン国はベラウ王国に家巨として認められたが1770年に内戦が勃発した。

## 統治
内戦後の1789年にスールー王国はベラウ及びタラカンを占拠した事によりブルンガン王国はベラウ王国からの独立を宣言した。
しかし、1834年にベラウ王国がオランダの植民地にされると、海上帝国はブルンガン王国に対して保護領になるように強要し、1850年にはブルンガンとオランダは政治契約を締結してこの地域に介入するようになった。
1855年にはブルンガン王国は50年以上もスールー王国へ貢物を納めなくなった為、事実上独立する事となるが、1878年にオランダの植民地になってしまった。
1882年にはオランダの反対を押し切って英国がボルネオ島北部を植民地にし、後の1913年にオランダ及びイギリスが国境を正式に定め、1915年に再確認された。やがて1928年にはオランダから自治を得て藩王国となった。

### 後期・終焉
1942年の日本軍の軍政下に置かれたが、1945年に日本が降伏、同時期にはインドネシア独立戦争が勃発したがオランダが敗北した為、ついにインドネシアの独立を承認して1949年にインドネシア連邦共和国に編入されて翌年（1950年）にインドネシアの自治領に、1955年には特別区の地位を得たが、最後のスルタンのダトゥク・ティラスが亡くなり1959年にスルタン制を廃止にした為にブルンガン・スルターン国は法的にも消滅した。